# Jacó de Tsurtavi

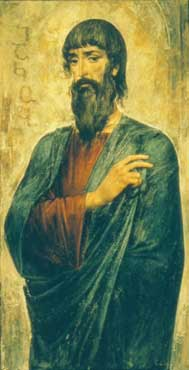

Jacó de Tsurtavi (em georgiano: იაკობ ცურტაველი; romaniz.: Iak'ob Tsurt'aveli) foi um escritor religioso e sacerdote georgiano do século V de Tsurtavi, então a principal cidade de Gogarena e da Baixa Ibéria. Sacerdote pessoal de Santa Susana e testemunha ocular de seu martírio pelas mãos de seu esposo, o vitaxa Vasgeno, compilou a vida dela em seu romance hagiográfico Martírio da Santa Rainha Susana, a mais antiga obra sobrevivente da literatura georgiana escrita entre 476 e 483. Exceto pelas escassas informações obtidas por meio de seu trabalho, nada mais se sabe sobre a vida de Jacó.